# Sky: Children of the Light
Sky: Children of the Light (с англ. — «Небо: Дети Света») — приключенческая инди-игра, разработанная и выпущенная компанией thatgamecompany 18 июля 2019 года. До этого ранний доступ к игре Sky: Light Awaits был с декабря 2017 года эксклюзивно для iOS устройств. В 2019 году доступна для скачивания на Android устройства в таких странах, как Сингапур и Япония. Была признана лучшей игрой 2019 года по версии App Store. 6 декабря 2022 года была выпущена на консоли PlayStation 4.
В 2023 году был анонсирован выход игры на PC в сервисе Steam. В 2024 году игра вышла на PC в сервисе Steam в раннем доступе.

## Игровой процесс
Игра начинается с короткой заставки, которая повествует о месте игры и задаче игрока — «вернуть звезды домой». Игрок должен пройти семь уровней, каждый из которых символизирует определённое созвездие, а также последний, самый тяжёлый и опасный уровень, где на каждом шагу персонаж рискует быть раненым драконами тьмы или летающими валунами.
Игрок управляет безымянным персонажем — «дитём света», с помощью которого он может путешествовать по разным локациям. Управление осуществляется с помощью сенсорного экрана. Игрок может дать персонажу команду бежать/скользить вперёд, прыгнуть и взлететь. Персонаж носит волшебную накидку, которая улучшается, если поглощать крылатый свет. Улучшенная накидка может вмещать в себя большее количество «частиц света», необходимых для того, чтобы персонаж мог взлетать. В игре нельзя умереть, однако индикатором жизненной энергии выступает уровень плаща. Если на персонажа накинутся враждебные существа, то его резко откидывает; если он входит в контакт с тёмной водой, то он теряет частицы света и в итоге может потерять уровень плаща. Если персонаж потеряет все уровни плаща, то это равносильно «смерти» и игра для него начинается заново. Прохождение «сердца эдема», седьмого уровня, чревато потерей всех уровней накидки, поэтому этот уровень дозволяется проходить игроку, набравшему как минимум 20 единиц крылатого света.
Другая важная задача для игрока — поиск духов. Когда игрок находит их, духи показывают частицы своих воспоминаний «до смерти», а также обучают игрока новым жестам, полезным для общения с другими игроками. Игрок может также дарить им свечки, чтобы обучиться новым способностям или получить новые наряды, причёски или чары. При прохождении уровней игрок также может наблюдать за персонажами, управляемыми другими игроками, благодаря реализации бесшовного сетевого режима. Игрок может формировать с другими игроками группы, в таком случае они могут делить прохождение уровня.

## Разработка
Разработкой руководил китайский геймдизайнер Дженова Чэнь. Sky является преемницей игры 2012 года Journey, в своё время ставшей мгновенным хитом и расхваленной игровыми критиками за её красочный игровой мир и новаторский стиль повествования, исключавший какую-либо речь. Чэнь заметил, что хотел создать дружественный для игроков мир, который привлёк бы внимание людей, не интересовавшихся компьютерными играми. Для этого он также реализовал возможность общаться с персонажами других игроков с помощью звуков и жестов, а также при разработке стремился создать игру с максимально простым управлением и красочным миром. Сам игровой мир «Эдем» разработчик сравнил с тематическим парком, каждый район которого предлагает разный опыт: в некоторых необходимо исследовать, во вторых — соревноваться, в третьих — переживать медитативные переживания; четвёртый представляет собой детский зоопарк. Сама игра ориентирована на «раскрытие тайн огромной, но умирающей древней цивилизации». Разработчики заметили, что хотели заставить игрока чувствовать себя маленьким в загадочном и опасном мире и побуждать его общаться с персонажами других игроков, чтобы быть частью сообщества: «Мы пытаемся вернуть вас в то первобытное время, в котором человечество было ещё мало и бессильно перед таинственной природой». Этим игра кардинально отличается от современной фантастики, по мнению Чжэна, которая предполагает превосходство человека над природой, будь это выражено в супергероях или же в мире продвинутых научных технологий.
Проблема при разработке была главным образом связана с общением между игроками. Чэнь заметил, что среди игроков находятся недобросовестные люди, пытающиеся помешать игровому процессу других персонажей в команде или же пытающиеся извлечь для себя выгоду в ущерб другим. Например, разработчики исключили возможность общаться с помощью чата, чтобы перекрыть возможность троллям оскорблять и провоцировать других игроков. В итоге Чэнь сравнил разработку игры с борьбой с человеческой натурой. В частности, геймдизайнер заметил, что «вместо того, чтобы открыть чат с игроком и начать кричать матом, Sky нацеливает игрока на то, чтобы он, сформировав группу, проводил время с новым другом, знакомился с ним ближе с помощью действий и эмоциональных жестов». Таким образом, внутриигровое общение нацелено на выявление лучших человеческих качеств, а не наоборот. Так как игра создавалась как бесплатная, аналогом микротранзакций выступают свечки и сердца, которые могут быть также использованы для обмена с другими игроками. Чэнь заметил, что данная функция также была связана с риском того, что игроки начали бы обмениваться предметами, преследуя корыстные цели вместо демонстрации взаимной признательности, а их жертвами становились бы новички, неосведомлённые о негласных условиях обмена. Данная практика повсеместно распространена в многопользовательских играх. Для решения данной проблемы создатели ввели возможность дарить предметы незнакомым игрокам вне группы, чтобы «кто-либо перестал ожидать их друг друга», а возможность чата внутри группы сведена к минимуму.

### Музыка
Над музыкальным сопровождением работал американский композитор Винцент Диаманте, ранее работавший над эпическими композициями к играм Vagrant Story и Panzer Dragoon Saga. Сами композиции записывались с участием оркестра. Диаманте заметил, что наблюдал за процессом разработки игры и сам же решал, как с помощью музыки усилить впечатление от игрового прохождения и придать правильное настроение. Над основными композициями Диаманте уже начал работать, когда у него были лишь поверхностные представления и том, что будет из себя представлять игра. Композитор не хотел создавать просто линейную музыку, а желал отразить её связь с прохождением уровней и взаимодействием с другими игроками или существами. Над звуковыми эффектами работал японский звукорежиссёр Рицу Мицутани. В его задачу также входило создание таких звуковых эффектов, которые бы не вызывали раздражение у игроков и не перебивали бы музыкальное сопровождение.

## Анонс и выход
О предстоящей разработки игры стало известно ещё в 2014 году, когда китайская Шанхайская акционерная компания Capital Today объявила о своём решении выделить семь миллионов долларов студии Thatgamecompany на разработку «нового грандиозного проекта, также выполненного в духе flOw, Flower и Journey». Также команда объявила, что эти средства также будут использованы для «полностью самостоятельного продвижения игры на собственных условиях», сам проект позиционировался, как «эмоционально увлекательный опыт, призванный укрепить человеческие связи игроков всех возрастов и профессий». Впервые игра, ещё тогда называющаяся Sky: Light Awaits была продемонстрирована 12 сентября 2017 года на мероприятии, организованном компанией Apple, где главный геймдизайнер Дженова Чень вышел на сцену и продемонстрировал первые кадры того, что он назвал «романтической социальной приключенческой игрой», а также объявил о том, что игра будет поддерживать многопользовательский режим с участием до восьми человек и выйдет зимой 2017 года для платформ Apple TV, iPhone и iPad, сам Чень заметил, что отныне его команда решила ориентироваться больше на мобильные платформы, чтобы охватить бо́льшую потенциальную аудиторию. В октябре 2017 года был выпущен 6-ти минутный видео-ролик, для ознакомления и дизайном игры. Сам выход игры был отложен с объявленной датой выпуска — 11 июля 2019 года для мобильных устройств iOS. Данная новость была подтверждена на мероприятии E3 2019, после чего игра стала доступна для предварительного заказа через App Store. Тогда же было объявлено о выпуске игры в будущем на платформах Android, MacOS, TVOS и игровых приставках. Выход Sky состоялся 18 июля 2019 года. В марте 2020 года было объявлено о предстоящем выходе версий для мобильных устройств Android и портативных устройств Nintendo Switch, выход игры для Android запланирован на апрель 2020 года, а также в Google Play открыла доступ к пред-регистрации. Версия на Nintendo Switch была выпущена 29 июня 2021 года и раздается бесплатно.
Sky отличается от похожих игр тем, что доступна для бесплатного скачивания в App Store. Изначально игра разрабатывалась с ориентиром на линейное прохождение. Однако Чэнь заметил, что всё большее количество людей предпочитают мобильные игры традиционным приставочным, также заметив что «девять из десяти игроков по телефону никогда не видели консольных игр», а также что игроки мобильных менее охотно платят за игры. Таким образом разработчики решили, что Sky станет бесплатной игрой.
Создатели также заметили, что будут поддерживать игру выпуском периодических обновлений, заданий и связанных с ними персонажей и локаций. Таким образом Sky позиционирует себя, как версия Fortnite, но лишённая соперничества и насилия. Выход игры состоялся 18 июля 2019 года на iOS.

## Отзывы критиков
| Сводный рейтинг    | Сводный рейтинг |
| Агрегатор          | Оценка          |
| ------------------ | --------------- |
| Metacritic         | 82/100          |
| Иноязычные издания |                 |
| Издание            | Оценка          |
| Edge               | 8/10            |
| GameSpot           | 7,5/10          |
| IGN                | 8,5/10          |
| Jeuxvideo.com      | 16/20           |
| Gamezebo           | [ 25 ]          |
| 148Apps            | [ 26 ]          |
| Gamer.nl           | 85/100          |

Игра получила в основном положительные отзывы игровых критиков. Средняя оценка по данным сайта Metacritic составила 82 балла из 100 возможных.
Критик сайта Gamezebo назвал Sky лучшей мобильной игрой по состоянию на 2019 год. Также он заметил, что данная игра позволит переосмыслить свои взгляды людям, уверенным, что компьютерные игры не являются искусством. Критика потряс не только окружающий мир, но и сам игровой процесс вместе с возможностью взаимодействовать с игровым миром. Критик заметил, что не был так впечатлён со времён игры 2017 года — Breath of the Wild. С одной стороны, управление выглядит максимально простым, однако в нём содержится множество скрытых механизмов, позволяющих персонажу летать или скользить по поверхности. Механика взаимодействия с персонажами других игроков — это также то, что делает опыт провождения в игре приятным. Критик сайта IGN увидел в Sky захватывающее продолжение хита Journey, которое поразило и восхитило его от самого начала до конца со своей чуткой линией повествования и исцеляющим чувством. Как мобильная игра, Sky просто визуально великолепна, критик признался, что пережил один из самых запоминающихся и радостных многопользовательских игр за последнее время. «Это приключение создано для всех и каждого». Обозреватель Gamer.nl заметил, что разработчики Thatgamecompany создала отличную игру, уделяя особое внимание открытию и силе дружбы. «Сама „Sky“ ощущается, как ода игре „Journey“, а встроенные покупки вряд ли испортят её волшебство, однако испортят ряд внутриигровых ошибок и небрежное управление». Представитель журнала Edge увидел в Sky мощный посыл, позволяя игроку стать полезным для тех, кто кажется потерялся и «провести их к свету».
Сдержанный отзыв оставил представитель сайта 148Apps, заметив, что он даже не может представить себе, как была разработана Sky. «Идеально плавные визуальные эффекты и бесшовное многопользовательское ощущение, что в принципе невозможно для мобильного устройства, однако это сработало». Критик действительно признал это, как достижение. Однако как только он начинал играть, то чувствовал, будто размазывал картину. «Всё так красиво и вылизано, а потом я прихожу и влетаю в стену или меня подвешивает около выступа. Это происходит настолько часто, что отбивает у меня какое либо желание играть в „Sky“ и это настоящий позор».

### Награды
| Год  | Награда                            | Категория                                                                     | Результат | Примечания    |
| ---- | ---------------------------------- | ----------------------------------------------------------------------------- | --------- | ------------- |
| 2019 | 2019 Golden Joystick Awards        | Мобильная игра года                                                           | Номинация | [ 28 ]        |
| 2019 | The Game Awards 2019               | Лучшая мобильная игра                                                         | Номинация | [ 29 ]        |
| 2020 | New York Game Awards               | Премия A-Train за лучшую мобильную игру                                       | Номинация | [ 30 ]        |
| 2020 | Pocket Gamer Mobile Games Awards   | Игра года                                                                     | Номинация | [ 31 ]        |
| 2020 | Pocket Gamer Mobile Games Awards   | Лучшее аудио/визуальное достижение                                            | Номинация | [ 31 ]        |
| 2020 | Pocket Gamer Mobile Games Awards   | Pocket Gamer выбор пользователей                                              | Победа    | [ 31 ]        |
| 2020 | 23rd Annual D.I.C.E. Awards        | Портативная игра года                                                         | Номинация | [ 32 ]        |
| 2020 | NAVGTR Awards                      | Game, Original Family                                                         | Номинация | [ 33 ]        |
| 2020 | NAVGTR Awards                      | Оригинальная партитура Light Mix, новый IP                                    | Номинация | [ 33 ]        |
| 2020 | Game Developers Choice Awards      | Лучшая мобильная игра                                                         | Номинация | [ 34 ] [ 35 ] |
| 2020 | Game Developers Choice Awards      | Приз зрительских симпатий                                                     | Победа    | [ 34 ] [ 35 ] |
| 2020 | SXSW Gaming Awards                 | Мобильная игра года                                                           | Победа    | [ 36 ]        |
| 2020 | 18th Annual G.A.N.G. Awards        | Лучшая музыка для инди-игры                                                   | Номинация | [ 37 ]        |
| 2020 | 18th Annual G.A.N.G. Awards        | Лучший звуковой дизайн в казуальной /социальной игре                          | Номинация | [ 37 ]        |
| 2020 | 18th Annual G.A.N.G. Awards        | Лучшая музыка в казуальной игре                                               | Номинация | [ 37 ]        |
| 2020 | 18th Annual G.A.N.G. Awards        | Лучшая оригинальная песня ("Constellation")                                   | Номинация | [ 37 ]        |
| 2020 | Webby Award                        | Приложения, мобильные устройства и голос: Лучший визуальный дизайн - Эстетика | Победа    | [ 38 ]        |
| 2020 | Apple Design Awards                | Выдающийся дизайн и инновации                                                 | Победа    | [ 39 ]        |
| 2020 | International Mobile Gaming Awards | Гран-при                                                                      | Победа    | [ 40 ]        |
| 2020 | Games for Change Awards            | Лучший игровой процесс                                                        | Победа    | [ 41 ]        |
| 2020 | Games for Change Awards            | Приз зрительских симпатий G4C                                                 | Победа    | [ 41 ]        |